# Darci José Nicioli
Darci José Nicioli C.Ss.R. (Jacutinga, 1 de maio de 1959) é um arcebispo católico brasileiro, atual arcebispo de Diamantina.

## Biografia
Ingressou no Seminário Redentorista Santo Afonso de Aparecida em 1974, onde cursou o Ensino Médio, já em 1977 iniciou o curso de Filosofia na Pontifícia Universidade Católica de Campinas.
No ano de 1982 fez a sua profissão religiosa na Congregação do Santíssimo Redentor, indo morar em São Paulo para iniciar os estudos teológicos no Instituto de Estudos Superiores São Paulo, em São Paulo. Foi ordenado diácono em 1985, na cidade de Mauá, por Dom Frei Cláudio Hummes, O.F.M., quando ainda bispo da Diocese de Santo André.
No dia 8 de março de 1986 foi ordenado por sacerdote  em sua cidade natal, por Dom Pedro Fré, C.Ss.R.. Neste mesmo ano seguiu para Roma, onde cursou o Mestrado em Teologia Dogmática, no Pontifício Ateneu Santo Anselmo, em Roma.
Retornando ao Brasil, exerceu inúmeros serviços na Província Redentorista de São Paulo, como: Reitor do Seminário de Filosofia em Campinas, de 1989 a 1996; Vigário Paroquial da Paróquia Nossa Senhora do Perpétuo Socorro, de 1988 a 1989; Conselheiro Provincial, de 1996 a 2002 e foi professor de Teologia Dogmática e Sacramentos no Instituto de Estudos Superiores São Paulo, na Faculdade de Teologia Nossa Senhora da Assunção e na Pontifícia Universidade Católica de Campinas, de 1989 a 1990. Foi sacerdote assistente da paróquia de São José Operário, em Campinas, de 1990 a 1996; foi superior da comunidade religiosa de Campinas, em 1996, Ecônomo do Santuário Nacional de Aparecida, de 1997 a 2005, Conselheiro Provincial da Província Redentorista de São Paulo, em 2003, e Superior da Casa Geral da Congregação Redentorista e do Santuário Internacional de Nossa Senhora do Perpétuo Socorro, em Roma, de 2005 a 2008.
Em dezembro de 2008 foi nomeado Reitor do Santuário Nacional de Nossa Senhora Aparecida.
Aos 14 de novembro de 2012 foi nomeado pelo Papa Bento XVI como bispo-auxiliar da Arquidiocese de Aparecida

### Arcebispo de Diamantina/MG
Aos 9 de março de 2016 foi nomeado pelo Papa Francisco arcebispo metropolitano de Diamantina. Em 22 de maio, tomou posse como o 8º Arcebispo Metropolitano de Diamantina, com a presença do Núncio Apostólico, Dom Giovanni d'Aniello.

## Ordenações Episcopais
Dom Darci José Nicioli, ordenou bispo:
- Henrique Aparecido de Lima, C.Ss.R.
- Lindomar Rocha Mota
- João Batista Alves do Nascimento, C.Ss.R.

Dom Darci José Nicioli, concelebrou a ordenação dos bispos:
- Vicente de Paula Ferreira, C.Ss.R.
- Marco Aurélio Gubiotti